# Enrique Gainzarain
Enrique Ambrosio Gainzarain (ur. 7 grudnia 1904, zm. 18 lipca 1972) – argentyński piłkarz, grający podczas kariery na pozycji napastnika.

## Kariera klubowa
Enrique Gainzarain piłkarską karierę rozpoczął w River Plate w 1920. W latach 1926–1932 był zawodnikiem Ferro Carril Oeste. Karierę zakończył w Gimnasii La Plata w 1933.

## Kariera reprezentacyjna
Jedyny raz w reprezentacji Argentyny Gainzarain wystąpił 10 czerwca 1928 w zremisowanym 1-1 meczu finałowym Igrzyskach Olimpijskich z Urugwajem. Na turnieju w Amsterdamie Argentyna zdobyła srebrny medal.